# Oliver Sechting

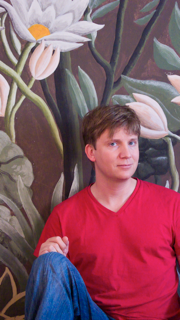
Oliver Sechting (2012)

Oliver Sechting (* 5. Oktober 1975 in Göttingen) ist ein deutscher Diplom-Sozialpädagoge, Regisseur, Autor, Aktivist für LGBTQ sowie „Psychische Gesundheit“. Einer breiteren Öffentlichkeit ist der selbst erkrankte Sechting durch sein Eintreten für Menschen mit Zwangsstörungen bekannt geworden. Eine Zeit lang gab es niemand anderen, der so zentral mit dem Thema Zwangsstörungen in der deutschen Öffentlichkeit stand wie er. Seine Werke sind autobiografisch angelegt und beschäftigen sich zum Teil auch mit dem Thema Homosexualität.

## Leben
Sechting kommt aus einer Juwelier- und Uhrmacherfamilie mit weit zurückgehender Berufstradition; er ist verwandt mit Johann Gottfried Sechting. Nach dem Abitur 1995 am Felix-Klein-Gymnasium Göttingen absolvierte er seinen Zivildienst im stationären Pflegedienst der Hainberg Klinik Göttingen. Im Anschluss machte er eine Ausbildung zum Industriekaufmann beim Hersteller für Herrenfestbekleidung WILVORST in Northeim. Im Jahr 2004 erlangte Sechting sein Diplom als Sozialpädagoge an der Alice Salomon Hochschule Berlin.
Er arbeitet primär für seinen Lebenspartner Rosa von Praunheim und hat an mehreren seiner Filmproduktionen entscheidend mitgewirkt, unter anderem als Regieassistent und Fachberater an dem mit einem Grimme-Preis ausgezeichneten Dokumentarfilm Die Jungs vom Bahnhof Zoo (2011) über männliche Armutsprostitution in Deutschland.
Seit 2012 führt Sechting auch Regie. Er hat mehrere Dokumentarkurzfilme gedreht. Darunter ist ein Porträt über den Künstler Sin with Sebastian. Die Kurzfilme wurden unter anderem 2012 bei den Internationalen Hofer Filmtagen und bei der Viennale gezeigt. Fernsehausstrahlungen folgten im selben Jahr im RBB und auf Arte.
Sein Dokumentarfilm Wie ich lernte, die Zahlen zu lieben (Co-Regie: Max Taubert) über Zwangsgedanken hatte 2014 im Wettbewerb des Filmfestivals Max Ophüls Preis in Saarbrücken Uraufführung. Danach lief die Dokumentation auf weiteren deutschen und internationalen Festivals, zum Beispiel im selben Jahr beim Exground Filmfest in Wiesbaden, beim Pink Apple Filmfestival in Zürich, beim LGBT-Filmfestival Asterisco in Buenos Aires, beim Internationalen Filmfestival Havanna sowie 2016 beim Deutschen Filmfestival im Goethe-Institut Lissabon. Der Film wurde 2014 auch in Arthouse-Kinos und im Fernsehen (RBB und NDR) gezeigt.
Sechting hielt Vorträge in Verbindung mit Aufführungen des Films, unter anderem 2017 in der Heinrich-Böll-Stiftung in Berlin, 2018 in der Fritz Thyssen Stiftung in Köln sowie 2019 in der Technischen Hochschule Nürnberg Georg Simon Ohm (ausgerichtet von der Fakultät für Sozialwissenschaften) und im Ameos-Klinikum im österreichischen Bad Aussee. In der Schweiz zum Beispiel 2017 in der Psychiatrischen Universitätsklinik Zürich.
Die Berliner Psychotherapeutenkammer lobte den Film als einen bemerkenswerten Beitrag zur Entstigmatisierung psychischer Erkrankungen. Die Deutsche Gesellschaft Zwangserkrankungen bezeichnete Wie ich lernte, die Zahlen zu lieben in ihrer Vereinszeitschrift Z-Aktuell (2014) als den ersten Film, dem es gelungen sei, das Innenleben eines Zwangserkrankten anschaulich darzustellen.
Im Oktober 2016 wurde Sechting in den Vorstand der Deutschen Gesellschaft Zwangserkrankungen gewählt. 2017 war er als Betroffenenvertreter beim Weltpsychiatriekongress in Berlin geladen. Außerdem hat er an diversen TV- und Radiobeiträgen, Webvideos, Podcasts und Printmedien zum Thema Zwangsstörungen mitgewirkt.
Sechting schrieb seit 2011 über einige Jahre hinweg Textbeiträge für die Anthologie Mein schwules Auge (konkursbuch Verlag).
Außerdem erscheint er in den Büchern Des Wahnsinns fette Beute (rororo, 2011) von Hella von Sinnen und Cornelia Scheel, Paare mit Paketen (Balance Buch + Medien Verlag, 2021) von Karen-Susan Fessel sowie in verschiedenen Büchern von Rosa von Praunheim, unter anderem in Wie werde ich reich und berühmt? (2017), das Sechting gewidmet ist.
Als Bühnenfigur taucht er in von Praunheims autobiografischem Theaterstück Jeder Idiot hat eine Oma, nur ich nicht (2018) am Deutschen Theater in Berlin auf; das Lied Je t’aime – immer mehr ist ihm gewidmet.
Sechting wirkte in kleinen Rollen in Filmen seines Lebensgefährten mit sowie 2015 als Protagonist in dem italienischen Dokumentarfilm Welcome Home von Silvia Maggi über das queere Wohnhaus Lebensort Vielfalt in Berlin und 2022 in der Arte-Dokumentation  Glückskind von Marco Giacopuzzi über von Praunheim.
Seine Autobiografie Der Zahlendieb – Mein Leben mit Zwangsstörungen (Co-Autorin: Karen-Susan Fessel) erschien 2017 im Balance Buch + Medien Verlag. Sechting hielt viele Lesungen, zum Beispiel 2018 in der Berliner Schlosspark-Klinik und im selben Jahr als Auftaktveranstaltung des queeren Lesefestivals in Mainz.
Im Juni 2020 folgte sein Kinderbuch Frederic, der Zahlenprinz im Riva Verlag, das er zusammen mit Eva Hidalgo als Illustratorin gemacht hat. Es ist das erste im deutschsprachigen Raum publizierte Kinderbuch zum Thema Zwangsstörungen.
Im Jahr 2022 beendete er seine Vorstandstätigkeit bei der Deutschen Gesellschaft Zwangserkrankungen und entschied sich aus privaten Gründen, nicht mehr mit seiner Erkrankung an die Öffentlichkeit zu gehen.
Sechting arbeitet als Diplom-Sozialpädagoge beim Netzwerk Anders Altern der Schwulenberatung Berlin, das 2016 für den Deutschen Alterspreis nominiert wurde. Zuvor war er als Streetworker tätig bei der Hilfseinrichtung subway (Hilfe für Jungs e. V.) für Jungen und Männer, die anschaffen. Die Einrichtung macht sozialpädagogische, psychologische und medizinische Angebote für ihre Zielgruppe.
Er wohnt zusammen mit seinem Lebenspartner Rosa von Praunheim in Berlin.

## Filme
- 2012: Gay Not Grey (Kurzfilm)
- 2012: Möpse in Not (Kurzfilm) mit Stefan Lukschy u. a.
- 2012: Sin With Sebastian (Kurzfilm) mit Sin with Sebastian, Nina Queer u. a.
- 2014: Wie ich lernte, die Zahlen zu lieben (Dokumentarfilm) mit Rosa von Praunheim, Tom Tykwer, Ultra Violet, Ira Sachs, Jonathan Caouette u. a.

## Bücher
- 2017: Der Zahlendieb – Mein Leben mit Zwangsstörungen, Autobiografie, Co-Autorin: Karen-Susan Fessel, Balance Buch + Medien Verlag, ISBN 978-3-86739-125-2
- 2020: Frederic, der Zahlenprinz, Kinderbuch, Illustration: Eva Hidalgo, Riva Verlag, ISBN 978-3-7423-1576-2

## Gastauftritte in Filmen
- 2015: Härte (als Barkeeper)
- 2015: Alki Alki (als Bargast)
- 2019: Darkroom – Tödliche Tropfen (als Barkeeper)
- 2022: Rex Gildo – Der letzte Tanz (als Barkeeper)
- 2025: Dreißig Jahre an der Peitsche (als Barkeeper)

## Als TV-Gast
- 2009: TIMM – Timmousine
- 2014: Zibb
- 2014: SR-Kulturzeit
- 2014: Festival TV – Achtung Berlin
- 2014: Kulturzeit – Abenteuer Kino
- 2015: rbb – Himmel und Erde
- 2016: Volle Kanne
- 2016: Nachtcafé
- 2017: Nachtcafé
- 2017: taff
- 2017: Sat.1-Frühstücksfernsehen
- 2020: RTL – Talk mit Marco Schreyl
- 2021: ALEX Berlin – CSD-Live-TV

## Auszeichnungen
- 2014: Nominierung für Wie ich lernte, die Zahlen zu lieben als bester Dokumentarfilm beim Max-Ophüls-Preis.
- 2014: Nominierung für Wie ich lernte, die Zahlen zu lieben als bester Dokumentarfilm beim Filmfestival Achtung Berlin.
- 2015: Medienpreis der Deutschen Gesellschaft Zwangserkrankungen für Wie ich lernte, die Zahlen zu lieben.